# Berberé

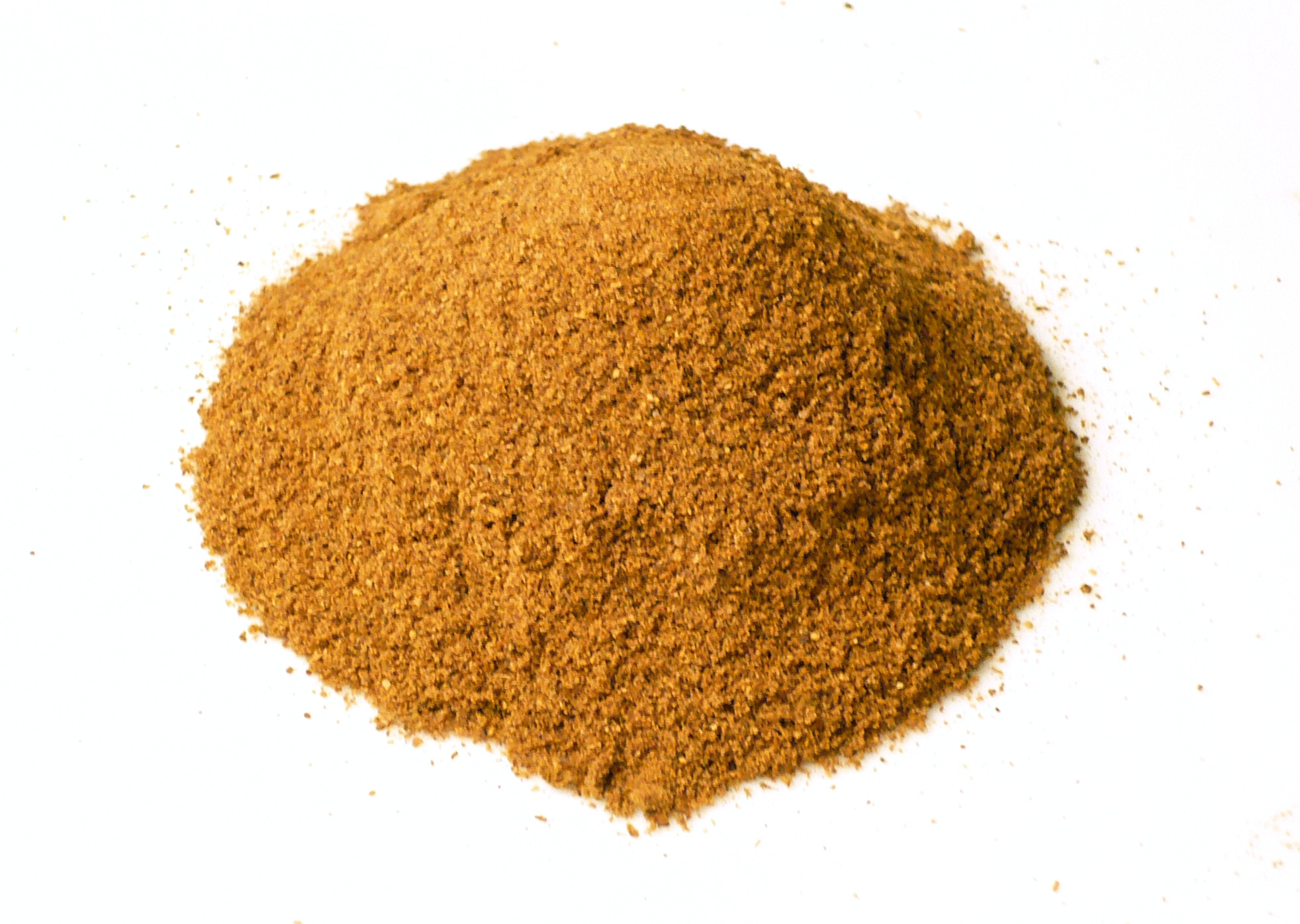
Berberé

Il berberé (in amarico በርበሬ, bärbäre; in tigrino በርበረ, bärbärä) è una miscela di spezie, la cui composizione è tradizionalmente: peperoncino, zenzero, chiodo di garofano, coriandolo, ruta comune, ajowan, può comparirvi anche il pepe lungo.

## Diffusione
È un ingrediente chiave delle cucine eritrea ed etiope.
Talvolta comprende erbe e spezie meno conosciute a livello internazionale, tratte sia da piante coltivate che da quelle che crescono allo stato selvatico in Etiopia, come il korarima.